# Прокси-война
Прокси-война (англ. proxy war), также опосредованная война, война по доверенности, война чужими руками — международный конфликт между двумя странами, которые пытаются достичь своих собственных целей с помощью военных действий, происходящих на территории и с использованием ресурсов третьей страны, под прикрытием разрешения внутреннего конфликта в этой третьей стране (классическое определение, данное Карлом Дойчем в 1964 году).

## Определение
Учёные расходятся в точном определении прокси-войны. Так, А. Мамфорд считает, что сформированное Дойчем по наблюдениям за конфликтами Холодной войны определение неоправданно игнорирует негосударственных игроков. По Мамфорду, существенным вкладом в определение являются девять вопросов, заданные в 1980-х годах Яковом Бар-Симан-Товом (англ. Yaacov Bar-Siman-Tov, ивр. יעקוב בר סימן-טוב‎) и приводимые здесь с ответами самого Мамфорда:
1. Можно ли считать прокси-войной войну, в которой внешняя сила участвует напрямую? — Нет, непрямое вмешательство — неотъемлемый элемент прокси-войны.
2. Существенно ли, что обе стороны местного конфликта выступают представителями внешних сил? — Нет, ситуация с посредниками не обязана быть симметричной.
3. Можно ли считать войну прокси-войной только для одной стороны? — Да. Как пример, Мамфорд приводит войну в Афганистане, где война была прокси-войной только с американской стороны.
4. Требуется ли для признания войны прокси-войной явное утверждение об этом хотя бы от одной внешней стороны? — Нет, внешние силы скорее всего будут прибегать к семантическим уловкам типа «проекция силы», «иностранная помощь» и т. п.
5. Достаточно ли для объявления войны прокси-войной мнения внешних участников, или требуется также заявление об этом со стороны одной из местных сил? — Нет, так как гораздо более вероятно, что конфликт будет рассматриваться как прокси-война другими, не вовлечёнными в конфликт, государствами.
6. Как отличить прокси-войны от военных союзов? — Иногда различие провести трудно, но обычно союз характеризуется готовностью всех союзников проливать в общих целях свою кровь, а прокси-война как раз указывает на нежелание внешней силы делать это.
7. Как отличить помощь внешней силы одной из сторон конфликта от использования этой стороны в прокси-войне? — Это субъективная интерпретация, основанная на оценке мотивов сторон.
8. Может ли небольшое государство воевать руками большого? — Да, при этом обычно большое государство не понимает эффекта своих действий (по Мамфорду, для классификации конфликта как войны чужими руками осознание происходящего всеми участниками не обязательно; он считает, что США в Ираке в 2003 году эффективно воевали как посредник Ирана).
9. Требует ли война чужими руками непременного взаимодействия между большими державами и маленькими странами? — Нет, война может вовлекать негосударственные образования.

Мамфорд проводит явную границу между войной чужими руками и секретной операцией, в которой государство, хотя и тайно, но участвует напрямую. Однако, прокси-войны зачастую приводят к необходимости секретных операций.

## Последствия войн чужими руками
Наряду с очевидными преимуществами для страны-спонсора (меньший риск, связанный с отсутствием собственных жертв, а также возможность правдоподобного отрицания), участники прокси-войны испытывают отрицательные последствия своих решений. Мамфорд выделяет три проблемы, возникающих в этом случае:
1. Зависимость. Во время Холодной войны прокси-войны, особенно в Африке, привели к нежелательной зависимости молодых государств от СССР и США, приведшей к нынешней ситуации, в которой многие формально независимые страны полагаются на внешние страны-спонсоры в повседневной жизни, включая военную, политическую и экономическую сферы.
2. Более продолжительные и кровавые конфликты. Мамфорд отмечает, что широко бытующее представление о том, что война чужими руками может быть способом кратчайшего завершения конфликта, ошибочно. На самом деле вмешательство такого типа обычно продлевает конфликт, так как проигрывающую более слабую сторону сравнительно несложно усилить до уровня, достаточного для создания патовой ситуации. Мамфорд отмечает, что при этом прокси-войны обычно не распространяются за пределы исходных границ, так как стороны пытаются минимизировать прямые затраты; потому расширение конфликта, если оно и происходит, обычно проходит по неожиданному для участников сценарию (см. следующий пункт).
3. Расширение конфликта. Война чужими руками обычно предполагает принятие геостратегического афоризма «враг моего врага — мой друг». Однако, как показала практика, по окончании войны существует вполне вероятная возможность «обратного удара» (англ. blowback в терминологии ЦРУ), когда выясняется, что позиции страны-спонсора и непосредственных участников боевых действий совпадали лишь временно. По мнению Чалмерса Джонсона, мировая политика XXI века будет в целом определяться «обратным ударом»[англ.]) из XX века, то есть непредвиденными последствиями Холодной войны и американского решения оставаться на позициях Холодной войны после её окончания[3]. В качестве примера неожиданного для страны-спонсора распространения конфликта, Мамфорд приводит решение США снабдить антиправительственных повстанцев в Афганистане противовоздушными ракетами «Стингер», которые, несмотря на попытки США впоследствии вернуть их, распространились по территориям и конфликтам от Боснии до Палестины. Мамфорд также относит к «обратному удару» результаты завершения войны в Афганистане, когда предоставленные сами себе моджахеды создали на территории Афганистана тыловую базу для исламских фундаменталистов. Американцы не задумывались о последствиях нахождения Талибана у власти довольно долго; даже в 1998 году Бжезинский задавал, как ему тогда казалось, риторический вопрос: «Что было важнее в мировой истории: Талибан или падение советской империи? Несколько перевозбуждённых исламистов или освобождение Центральной Европы…?». Осознание того, что США променяли одну войну на другую пришло позже, 11 сентября 2001 года.

## Прогноз на будущее
По мнению Мамфорда, высказанному в 2013 году, роль войн чужими руками в XXI веке будет возрастать. Это связано с комбинацией нескольких факторов: уменьшением размеров армий, увеличением стоимости современной военной техники, и, после вмешательства в Афганистане, нежеланием вести противопартизанские операции.
По Мамфорду, в XXI столетии нежелание вести асимметричные войны с одновременной востребованностью национально-государственного строительства, приведёт к «ещё одному кровавому веку» (выражение Колина Грея). Мамфорд, цитируя Ивана Эланда из института Катона — который после начала вмешательства США в Афганистане сказал, что США «получат наибольший эффект за свои деньги», если вместо прямого военного вмешательства будут поддерживать «эффективных и разумных» участников конфликтов — указывает на неизбежность «обратного удара» при таком подходе в духе Холодной войны.
В будущем, по Мамфорду, в войнах чужими руками будет возрастать роль, которую играют частные военные компании, которые имеют два важных преимущества перед регулярной армией:
- их использование обходится дешевле, так как требуется меньшее количество инфраструктуры, и, в отличие от армий, не нужны деньги на пенсии отставникам и семьям погибших;
- гибель частных контрактников не порождает «Вьетнамского синдрома»: их похороны не привлекают внимания населения и прессы, в их смерти оппозиция не может обвинить правительство.

## Примеры
Мамфорд выделяет следующие примеры прокси-войн:
- вслед за Э. Бивором, к прокси-войнам Мамфорд относит гражданскую войну в Испании, разделяя при этом вмешательство Германии и Италии, которые, среди прочего, напрямую сражались на стороне франкистов, и СССР, который до самого конца осуществлял вмешательство через поставку военной техники и участие добровольцев;
- в гражданской войне в Анголе США воевали руками ФНЛА, а СССР — МПЛА; Куба при этом участвовала в войне напрямую через тысячи военных советников. При этом мотивы стран-кукловодов были далеки от интересов ангольцев; когда директора ЦРУ Колби спросили, зачем США поддерживают ФНЛА, он сказал, что «простейший ответ состоит в том, что Советы поддерживают МПЛА». Мамфорд отмечает, что это отличный пример того, как прокси-войны создают очаги напряжённости; Киссинджер в то время отметил, что политика разрядки «не переживёт ещё одной Анголы»;
- по мнению Мамфорда, прокси-войной была Иракская война, где Иран через поддержку Высшего исламского совета Ирака и бригад Бадра успешно воспользовался нападением США на Ирак для расширения своего влияния, того же он достиг, поддерживая организацию Хезболла;
- гражданская война в Ливии характеризовалась не только прямым участием НАТО с конца августа 2011 года, но уже с марта того же года США потребовали от Саудовской Аравии поставок оружия антиправительственным силам, а в июне Контактная группа по Ливии[англ.] выделила повстанцам миллиард долларов, чтобы они могли купить себе оружие.

Г. Фуллер относит к прокси-войнам Вторую ливанскую войну (2006), когда, по его мнению США и Иран воевали руками Израиля и Хезболлы.

## Холодная война
Прокси-войны были стандартным видом конфликта во время холодной войны, когда две ядерные сверхдержавы — СССР и США — избегали непосредственного столкновения, что было чревато эскалацией ядерной войны. Джон Эйзенхауэр рассматривал прокси-войны (тогда называвшиеся «программами иностранной помощи») как «самую дешёвую страховку», имея в виду то, как такие войны уменьшают как финансовые расходы, так и политические риски по сравнению с прямым военным вмешательством.
К прокси-войнам относят Корейскую, Вьетнамскую, Ангольскую, Афганскую войны.